# بيت التمويل الكويتي (البحرين)
بيت التمويل الكويتي هو بنك إسلامي إقليمي في مملكة البحرين، يقع مقره الرئيسي في العاصمة المنامة، ويُعد من أكبر المؤسسات المصرفية في المملكة. تأسس في عام 2000 تحت اسم البنك الأهلي المتحد، وذلك نتيجة اندماج "بنك الكويت المتحد" و"البنك الأهلي التجاري" البحريني، وقد توسعت عملياته لتشمل عدة دول في المنطقة، من بينها الكويت، الإمارات، مصر، العراق، سلطنة عُمان، ليبيا، والمملكة المتحدة.
في عام 2022، استحوذت مجموعة بيت التمويل الكويتي (بيتك) على البنك مقابل نحو 11.6 مليار دولار،وابتداءً من ديسمبر 2023، تحوّل البنك إلى مؤسسة مصرفية تعمل بالكامل وفق أحكام ومبادئ الشريعة الإسلامية. وفي 10 يوليو 2025، أُعيد إطلاق الهوية المؤسسية للبنك رسميًا تحت مسمى «بيت التمويل الكويتي ش.م.ب (م)»، مع اعتماد شعار وهوية بصرية جديدة بعنوان «آفاق بلا حدود»، وذلك ضمن استراتيجية طموحة تهدف إلى تعزيز مكانة البنك باعتباره جزءًا من ثاني أكبر مؤسسة مصرفية إسلامية على مستوى العالم، بإجمالي أصول موحّدة تُقدّر بحوالي 123 مليار دولار أمريكي.

## وصلات خارجية
- الموقع الرسمي لبيت التمويل الكويتي (البحرين)
- حساب البنك الرسمي على إنستغرام